# Шливич, Бранко
Бранко Шливич (серб. Бранко Шљивић; 6 июня 1895, Белград — 14 ноября 1963, там же) — сербский и югославский антрополог и медик, профессор анатомии медицинского факультета Белградского университета. Основатель белградской анатомической и антропологической школы.

## Биография
Шливич стал пионером сербской антропологии, начав как анатом изучать человеческие останки, обнаруженные на археологических раскопках. Одной из первых его экспедиций стала экспедиция Николы Вулича, который руководил исследовательскими работами в Требениште. Шливич обрабатывал человеческие останки из разорённых могил и делал на основе результатов выводы о продолжительности жизни похороненного человека, его болезнях и причинах смерти. С 1933 года эта методика стала применяться в сербской физической антропологии. Также Шливич занимался изучением доисторической Сербии и сделал несколько открытий, подтверждающих факт того, что сербы являются коренным балканским народом и что их предки не приходили с других территорий.
В 1946 году Шливич был назначен профессором медицинского факультета Белградского университета, в 1948—1950 и 1957—1958 годах он был его деканом. В 1952—1954 годах ректор Медицинской высшей школы Белграда. 30 января 1958 года избран в Сербскую академию наук и искусств. Написал учебник «Анатомия центральной нервной системы», изданный впервые в 1964 году, уже после кончины Шливича.